# Baissea
Baissea és un gènere de fanerògames de la família de les Apocynaceae. És originari de les regions tropicals d'Àfrica fins a Namíbia i d'Àsia a Malàisia. Comprende 58 espècies descrites i d'aquestes, només 18 acceptades.

## Taxonomia
El gènere va ser descrit per Alphonse Pyrame de Candolle i publicat a Prodromus Systematis Naturalis Regni Vegetabilis 8: 424. 1844.

## Espècies seleccionades
| - Baissea acuminata Benth. ex Hook.f. - Baissea aframensis Hutch. i Dalziel - Baissea albo-rosea Gilg i Stapf - Baissea angolensis Stapf - Baissea axillaris Hua - Baissea bailloni Hua |